# Пигурнов, Афанасий Петрович
Афанасий Петрович Пигурнов — советский военный, государственный и политический деятель, генерал-лейтенант.

## Биография
Родился 1 мая 1903 года в деревне Дольск Краснослободской волости Трубчевского уезда Орловской губернии (ныне Трубчевского района Брянской области).
С 1922 года — на военной службе, общественной и политической работе.
В РККА с 7 октября 1925 года. Член ВКП(б) с 1927 года.
Политическое образование получил в совпартшколе и на курсах пропагандистов, на Высших курсах усовершенствования политсостава.
С 1938 по 1940 год - начальник Политуправления Орловского военного округа.
С 14 августа по 10 ноября 1941 года и с 24 декабря 1941 по 12 марта 1943 года - начальник политуправления Брянского фронта. С 12 по 23 марта 1943 года - начальник политуправления Резервного фронта. С 28 марта по 10 октября 1943 года - начальник политуправления Брянского фронта.
С 10 по 20 октября 1943 года - начальник политуправления Прибалтийского, а с 20 октября 1943 по 9 июля 1945 года - 2-го прибалтийского фронтов.
С 9 июля 1945 года - член Военного совета Минского военного округа. С мая 1947 по июнь 1949 года - член Военного совета Дальневосточного военного округа, с июня 1949 по июль 1950 года - член Военного совета Главного командования войск Дальнего Востока. С июля 1950 по июнь 1953 года - член Военного совета Группы советских войск в Германии. С августа 1953 по август 1957 года - член Военного совета Ленинградского военного округа. С 1957 года - в научно-исследовательской группе при Генштабе СССР.
С 29 декабря 1960 года - в отставке.
Избирался депутатом Верховного Совета СССР 3-го созыва (1950-1954), Верховного Совета РСФСР 4-го созыва. Делегат ХХ съезда КПСС (14 - 25 февраля 1956 года).
Умер 16 июня 1972 года в Ленинграде. Похоронен в Москве на Введенском кладбище (3 уч.).
Воинские звания
Бригадный комиссар (02.08.1938);
Дивизионный комиссар (19.06.1940);
Генерал-майор (06.12.1942);
Генерал-лейтенант (11.07.1945).